# Sandra Jozipovic
Sandra Jozipovic (* 19. November 1982) ist eine deutsche Moderatorin und Journalistin in Rundfunk und Fernsehen.

## Leben
Sandra Jozipovic moderierte von 2010 bis 2016 DASDING.tv im SWR Fernsehen und im eingestellten ARD-Digitalsender EinsPlus sowie die Musiksendung BEATZZ in EinsPlus.
Sie absolvierte nach dem Abitur von 2003 bis 2007 ein Lehramtsstudium an der Ludwig-Maximilians-Universität München. Daneben nahm sie 2004/05 an einem Schauspielgrundkurs am Schauspielstudio Gmelin in München teil. Von 2007 bis 2009 war sie Volontärin bei Radio Energy und nahm in dieser Zeit Sprechunterricht.
Zwischen 2003 und 2007 hatte sie mehrere kleine Nebenrollen in Film- und Fernsehproduktionen wie Die Nacht der lebenden Loser (2003), Aktenzeichen XY … ungelöst (2004) und Die Comedy-Falle (2006). 2007 drehte sie gemeinsam mit Philipp Lahm einen Werbespot für die Spielkonsole Nintendo Wii.
Ihre Karriere als Moderatorin begann sie 2006 bei Kabel 1 und RFL. Auf 9Live moderierte sie 2007 die Dating Show. 2008/09 moderierte sie beim Radiosender NRJ München sowie die tägliche Live-Sendung My Pokito beim Fernsehsender RTL II. Außerdem moderierte sie beim Schweizer Sender Star TV die Sendungen Starnews und Lautstark.
Im September 2010 löste sie Rainer Maria Jilg als Moderator von DASDING.tv ab und berichtete seitdem für EinsPlus von Rock am Ring, vom Southside und vom Air & Style. Für DASDING.tv führte sie Interviews mit nationalen und internationalen Künstlern, u. a. mit 30 Seconds to Mars, Linkin Park, Foo Fighters, Shaun White.
Von April 2012 bis 2016 präsentierte sie die Musiksendung BEATZZ auf EinsPlus. Außerdem war sie häufig in der SWR-Nachmittagssendung Kaffee oder Tee als Promireporterin zu sehen. Seit 2016 ist sie Reporterin bei daheim + unterwegs im WDR Fernsehen. Von 2017 bis 2019 präsentierte sie in der WDR Nachmittagssendung Hier und heute die Reihe Mein Lieblingsort. Zudem war sie bei RTL Extra – das Magazin als Reporterin im Einsatz.
Seit 2019 steht sie als Live-Reporterin für mehrere Sendungen im BR-Fernsehen vor der Kamera.
Neben ihrer Arbeit für Radio und Fernsehen moderiert Jozipovic auf Veranstaltungen, Festivals und Messen.

## Filmografie (Auswahl)
Fernsehsendungen
- seit 2017 Mein Lieblingsort (WDR, Hier und Heute)
- 2010 bis 2016 DASDING.tv (SWR, EinsPlus), Moderatorin und Redakteurin
- seit 2011 Kaffee oder Tee? (SWR), Promireporterin
- 2013 Zurück Zuhause Festival (Einsplus), Moderatorin
- 2012 bis 2014 Beatzz (Einsplus), Moderatorin
- 2010 Starnews und Lautstark (Star TV Schweiz), Moderatorin
- 08/09 MyPokito (RTL2), Moderatorin
- 06/07 Filmquiz (Kabel1), Moderatorin

Filme/TV
- 2007 Nintendo Wii (Werbespot)
- 2006 Die Comedy-Falle (Sat.1.)
- 2005 Aktenzeichen XY...ungelöst (ZDF)
- 2003 Die Nacht der lebenden Loser (Kinofilm)
- 2004: 21 Liebesbriefe (TV-Film)